# Lotus 1-2-3

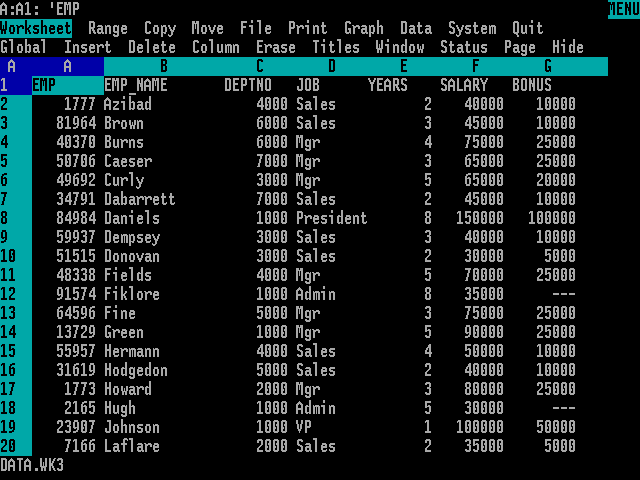
Tela do Lotus 1-2-3

O Lotus 1-2-3 foi uma das primeiras planilhas eletrônicas (folha de cálculos) disponíveis no mercado. Produzido pela Lotus Software (atualmente pertencente à IBM), tornou-se a primeira aplicação importante para PC. No princípio, o 1-2-3 enfrentou a concorrência de programas como o Context MBA, que se apoiava no UCSD p-System. Mas o 1-2-3 foi elaborado diretamente para o sistema de vídeo do IBM-PC, ignorando o DOS. Como resultado, era bastante rápido e assumiu a liderança no mercado do PC. Assim como o VisiCalc havia sido o "aplicativo definitivo" para o Apple II, o Lotus 1-2-3 representou o papel principal no IBM PC.

## História

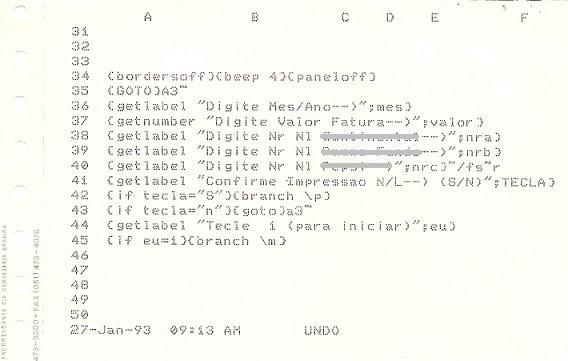
Menu(Macro) em Lotus 1-2-3

Em 1978, um aluno da escola de administração da Universidade de Harvard (EUA), chamado Daniel Bricklin, percebeu em uma aula de controladoria que o professor gastava muito tempo fazendo cálculos em uma planilha de controle (na lousa). Daí surgiu a ideia de automatizar o processo. Juntamente com seu colega e programador Robert Frankston, elaborou um programa (aplicativo) que simulava o quadro negro do professor. Tratava-se da primeira planilha eletrônica. Posteriormente fundaram a empresa VISICORP, e lançaram a planilha, que batizaram de VisiCalc. Naquela época (1980), os micros computadores eram caríssimos, e tinham poucas funcionalidades, e com A Visicalc, percebeu-se que os micros poderiam ser utilizados para assuntos práticos do cotidiano, o que acabou impulsionando a venda de micros. Em 1983, a Lotus Corporation lançou um programa integrado, chamado Lotus 1-2-3, que continha a planilha Lotus, que além de gerar gráficos, tratava os dados como uma ferramenta de base de dados. Com isto desbancou a Visicalc. Por mais de uma década, a Lotus dominou o mercado de planilhas (e pacotes integrados). Nos ANOS 80, existiam ainda no mercado, além da lotus e Visicalc, mais três planilhas: Supercalc, (Multiplan e Quattro Pro). Em 1985 a Microsoft lançou a sua planilha, o EXCEL, que viria a ser líder de mercado nos anos 90 e continua a ser até hoje, desbancando as demais com o monopólio da Microsoft.
Apresentada apenas versões em inglês e desenvolvida para trabalhos em DOS, por Mitch Kapor, esta planilha teve grande utilização no final da década de 1980 e início da década de 1990. Para acessar os menus do aplicativo utilizava-se a barra /. Praticamente não apresentava bugs e era relativamente rápido. Programado inteiramente em linguagem Assembly x86, escrevia algumas funções e coordenadas de mapeamento de vídeo, diretamente na memória, o que lhe garantia reserva na memória para as demais operações.

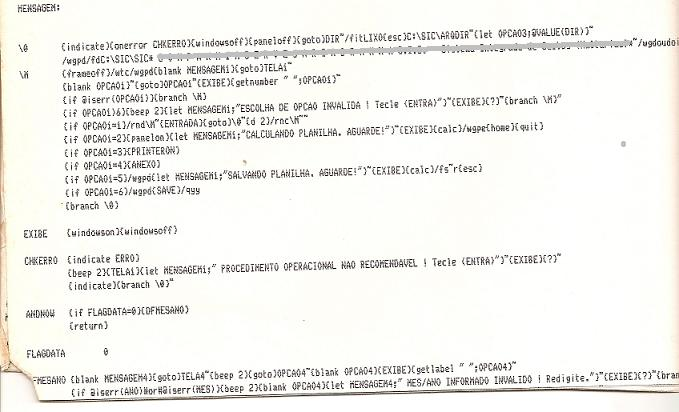
Sintaxe de uma macro em Lotus 1-2-3

O sistema também permitia a utilização de “funções embutidas” , que permitiam  cálculos automáticos, o que aumentava substancialmente a velocidade e precisão de cálculos complexos. Praticamente todas as funções criadas pelo 1-2-3, serviram como referência para as próximas versões e sistemas que surgiriam no futuro.
Com a melhoria da tecnologia dos monitores, a partir da Versão 2.2 foi incorporada  uma tecnologia chamada Allways, o que significou um salto na qualidade das impressões e na apresentação dos relatórios, pois na época boa parte das impressões eram matriciais. Exigia  no entanto recursos melhores tais como 512Kb de memória convencional. O Always não era residente, ou seja, o usuário precisava carregá-lo na memória (associá-lo ao arquivo em questão), utilizá-lo e novamente desassociá-lo, tudo isto porque consumia os "consideráveis" 512 kb.
Uma das melhorias significativas adicionadas, foi a automação de tarefas, permitindo que o usuário definisse através de uma sequência de códigos (macros) procedimentos de rotina e cálculos que facilitava e agilizava sua utilização. A popularidade das macros (introduzida na versão 2.0) permitiu a criação de "Add-ins" o que o tornou bastante popular. Fornecederes externos começaram a desenvolver e a comercializar pacotes de aplicativos, desde modelos  financeiros a pequenos processadores de texto. Sua sintaxe e comandos eram semelhantes a um avançado interpretador BASIC, eram "lidos" sequencialmente, com desvios semelhantes ao GOTO.
As primeiras versões utilizavam a extensão de arquivo "WKS." Na versão 2.0, a primeira extensão alterada para "WK1", em seguida, "WK2". Esta se tornou mais tarde "WK3" para a versão 3.0 e "WK4" para a versão 4.0.
Com a popularização do Windows, entrou em decadência e o Excel tornou-se a planilha eletrônica mais famosa, padrão em quase todos os escritórios. O Lotus foi o primeiro programa disponível publicamente para combinar gráficos, funções de planilha e gerência de dados (três funções, por isso o nome). Sua facilidade relativa de uso e de flexibilidade fez com que fosse um sucesso enorme contribuindo com o crescimento da popularidade dos computadores pessoais (PC´s).